# Аль-Халили, Джим
Джим Аль-Халили (англ. Jameel Sadik "Jim" Al-Khalili) — британский физик-теоретик и популяризатор науки. Был ведущим нескольких научно-популярных передач BBC. За свой вклад в популяризацию науки был награждён медалью Кельвина и премией Майкла Фарадея. Член Лондонского королевского общества (2018).

## Биография
Родился в Багдаде, его отец иракец, а мать англичанка. Аль-Халили изучал физику в Университете Суррея. Там получил степень бакалавра в 1986 году, а в 1989 — степень доктора философии (PhD) в области ядерной физики.
Аль-Халили часто появляется на радио и телевидении, а также пишет статьи для британской прессы. Известность ему принесла передача «Атом» на канале BBC Four в 2007 году, посвященная истории изучения атома и ядерной физики.
В 2008 году был пожалован в офицеры Ордена Британской Империи. В декабре 2012 года Аль-Халили был избран директором Британской гуманистической ассоциации.

## Семья
Живёт в Саутси со своей женой и двумя детьми. 

## Взгляды
Несмотря на то, что его мать была протестанткой, а отец шиитом, сам Аль-Халили не религиозен.
Считает, что быстрое развитие искусственного интеллекта создает для нас проблемы, значительно более серьезные, чем любые из тех, с которыми когда-либо сталкивалось человечество, включая изменение климата, мировую бедность, терроризм, угрозы пандемий и  резистентность к антимикробным препаратам.

## Фильмография
- Атом / Atom (BBC, 2007)
- Наука и Ислам / Science and Islam (BBC, 2009)
- Химические элементы / Elements (ВВС, 2010)
- Тайная жизнь хаоса / The Secret Life of Chaos (BBC, 2010)
- Всё и ничто / Everything and Nothing — Nothing (ВВС, 2011)
- Шок и трепет: История электричества / Shock and Awe: The Story of Electricity (ВВС, 2011)
- Горизонты Науки — Охота за Бозоном Хиггса / Horizon — The Hunt for Higgs (BBC, 2012)
- Гармония и хаос / Order & Disorder (BBC, 2012)
- Свет и тьма / Light and Dark (BBC, 2013)
- Секреты квантовой физики / The Secrets of Quantum Physics (BBC, 2014)
- Начало и конец Вселенной / The Beginning and End of the Universe (BBC, 2016)
- Я и гравитация. Сила, формирующая нашу жизнь / Gravity and Me. The Force That Shapes Our Lives (BBC,2017)